# Naussannes
Naussannes település Franciaországban, Dordogne megyében. Lakosainak száma 236 fő (2022. január 1.). Naussannes Bardou, Beaumontois-en-Périgord, Monsac, Saint-Léon-d’Issigeac, Beaumont-du-Périgord, Nojals-et-Clotte és Sainte-Sabine-Born községekkel határos.

## Népesség
A település népességének változása:
| Lakosok száma | 238  | 194  | 189  | 208  | 214  | 235  | 253  | 265  | 255  | 236  |
|               | 1968 | 1982 | 1990 | 2006 | 2013 | 2015 | 2017 | 2019 | 2020 | 2022 |